# Phrynopus
Phrynopus là một chi động vật lưỡng cư trong họ Strabomantidae, thuộc bộ Anura. Chi này có 17 loài và 53% bị đe dọa hoặc tuyệt chủng.

## Hình ảnh

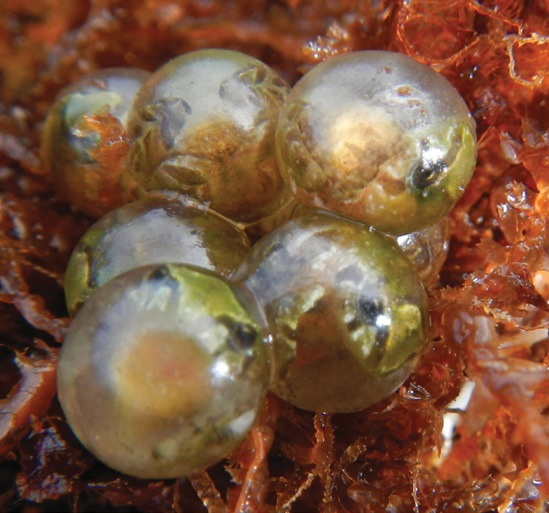